# Super Mario Bros. (pel·lícula)
Super Mario Bros. és una pel·lícula estatunidenca estrenada l'any 1993, adaptació lliure de la saga de videojocs del mateix nom. Ha estat doblada al català. És el primer Live-action basat en un videojoc.

## Argument
Mario i Luigi són dos germans lampistes italo-americans a Brooklyn, que es troben transportats a una altra dimensió on s'han d'enfrontar a Koopa, dictador d'un poble constituït de dinosaures que han evolucionat a la forma humana. Koopa ha segrestat la princesa Daisy, jove i bonica arqueòloga, que té una pedra que posseeix un poder misteriós.

## Repartiment
- Bob Hoskins: Mario
- John Leguizamo: Luigi
- Dennis Hopper: Koopa (Bowser)
- Samantha Mathis: Princesa Daisy
- Fisher Stevens: Iggy
- Richard Edson: Spike
- Fiona Shaw: Lena
- Dana Kaminski: Daniella
- Mojo Nixon: Toad
- Gianni Russo: Scapelli
- Francesca Roberts: Bertha
- Llança Henriksen: Rei de Dinohattan
- Sylvia Harman: Vella senyora
- Dan Castellaneta: Narrador
- Desiree Marie Velez: Angelica
- Robert D. Raiford: Presentador TV
- Scott Mactavish: Goomba
- Frank Welker: Yoshi

## Al voltant de la pel·lícula
El film ha estat rodat a la ciutat de Wilmington a Carolina del Nord.
El paper de Mario en un principi estava previst per Danny DeVito.
En aquesta adaptació del videojoc, aquestes escenes distòpiques estan inspirades en "New York 1997" i "Los Angeles 2013".

### Acollida
El film va ser un fracàs de critica, encara que posi en escena actors de reputació com Bob Hoskins, John Leguizamo i Dennis Hopper. Els crítics i el públic van trobar el guió massa lleuger, el joc d'actors caricaturesc, fins i tot ridícul, i manca de fidelitat pel que fa al videojoc original. A Rotten Tomatoes, el film només obté el 15% de parers positius. L'acollida és també dolenta a Allociné, el públic li posa una nota d'1,5/5, basada en 1428 opinions. Al box-office, serà un greu fracàs, informant només 20 milions de dòlars arreu del món, mentre que en va costar 48 milions.